# 魔女 (花譜の曲)
「魔女」（まじょ）はKAMITSUBAKI STUDIO所属のバーチャルアーティスト花譜の楽曲である。作詞・作曲・編曲何れもカンザキイオリによる。
本項ではそこから派生したV.W.Pの楽曲「魔女(真)」についても述べる。

## 概要
初めは2018年12月21日から12月24日までの4日間、渋谷のライブハウス PLUG IN STUDIO にてCDシングル 300枚が限定販売された。展覧会「THE MOON STUDIO presents KOTODAMA TRIBE ver.0.5」のイメージソングとして用いられた。この展覧会のキャッチコピーは「魔女」の歌詞「今己を証明する言葉に魂はあるか？」にもつながる《その言葉に、魂はあるのか？》であった。
2019年1月9日、YouTube上でミュージックビデオが公開された。ミュージックビデオの制作は佐伯雄一郎 (SEP,inc.) および涌元智崇 (THINKR) による。2019年5月15日には1st EP『花と心臓』に収録された。
花譜の「魔女」をもとに、V.W.P の「魔女(真)」が作られ、更にカンザキイオリにより“系譜曲”と呼ばれる V.W.P の楽曲シリーズが制作された。また、2023年8月21日にリリースされたV.W.P 1st アルバム『運命』には、「魔女(真)」とともにV.W.P バージョンの「魔女」も収録された。
「魔女」はVTuberをテーマとした楽曲であり、V.W.Pの「始まりの歌」とされる。

## 魔女(真)
「魔女(真)」（まじょ とぅるー、The Witches -true-）は、V.W.P の楽曲である。V.W.P 8th シングルとして2023年5月24日にリリースされ、同日MVが公開された。作詞・作曲はカンザキイオリ、ラップパートはたかやん、編曲は近藤芳樹が担当した。
また、ミュージックビデオの制作は、ディレクターとしてイアリンジャパンの川サキケンジが携わり、3DCG制作は同じくイアリンジャパンの髙田瑛示、秋山吉美、Q-taroが、タイポグラフィデザインは岩佐トモタカ、タイポモーション制作は yujureal work が行った。また、制作マネージャーはTHINKRの岩城賢太郎、プロデューサーは根岸秀幸、統括プロデューサーはPIEDPIPERであった。
なお、初めての披露はV.W.Pがデビューした2021年3月13日の『花譜 2nd ONE-MAN LIVE「不可解弐Q2」』であり、同年3月21日に「魔女(真) Short Ver.」としてミュージックビデオが公開された。こちらは作詞・作曲はカンザキイオリ、ラップパートはたかやん、編曲はrionosによるものであった。

## ライブでの演奏
花譜のライブでは、2019年8月1日に恵比寿LIQUIDROOMで開催された最初の公演『花譜 1st ONE-MAN LIVE「不可解」』から演奏されている。続く2020年3月23日の『花譜 1st ONE-MAN LIVE「不可解(再)」』では、大沼パセリのリミックスによる「魔女 feat. 春猿火」としてパフォーマンスされた。『花譜 2nd ONE-MAN LIVE「不可解弐Q2」』では、花譜が単独で「魔女」を歌ったのち、最後にV.W.Pとして「魔女(真)」も披露された。その後も「不可解弐REBUILDING」の「不可解弐Q2:RE-世界線は分岐する-」および「不可解弐Q3-魔法の無い世界-」、『花譜 3rd ONE-MAN LIVE「不可解参(狂)」』、そして『花譜 3rd ONE-MAN LIVE「不可解参(想)」』で演奏された。
また、「魔女(真)」は2022年4月16日に開催された『V.W.P 1st ONE-MAN LIVE「現象」、2024年1月13日に開催された『V.W.P 2nd ONE-MAN LIVE「現象Ⅱ -魔女拡成-」』でともに最後の楽曲として演奏された。

## その他
V.W.P のメンバーである春猿火により2019年11月20日にラップバージョンのカバーがYouTube上で公開されている。 

### V.W.P
- 【V.W.P】系譜曲「魔女(真)」 DISCOGRAPHY - KAMITSUBAKI STUDIO
- 【LIVE MV】魔女（真） Short Ver. from “不可解弐Q2” / V.W.P #1 - YouTube
- 【Original MV】魔女(真) / V.W.P #8【系譜曲】 - YouTube
- 魔女 - YouTube
- 魔女(真) - YouTube